# Championnats du monde de ski de vitesse 2005
Navigation
2003 Salla 2007 Verbier
Les Championnats du monde de ski de vitesse 2005 se sont déroulés le 1er avril 2005 à Breuil-Cervinia (Italie) sous l'égide de la fédération internationale de ski (FIS).

## Organisation
Ces championnats du monde sont en concurrence avec les championnats du monde Pro initiés en 1994 par l'association France Ski de vitesse, qui se disputent sur les pistes les plus rapides, où les concurrents dépassent les 200 km/h.
Ils se déroulent en une course unique sur la piste de Breuil-Cervinia.
| Nom                | Breuil-Cervinia |
| Altitude de départ | 3125 m          |
| Altitude d’arrivée | 2955 m          |
| Dénivellation      | 170 m           |
| Longueur totale    | 571 m           |
| Longueur utile     | à compléter     |
| Pente maximum      | à compléter     |
| Pente moyenne      | 29,7 %          |

## Podiums

### Hommes
| Épreuves   | Or             | Argent          | Bronze            |
| ---------- | -------------- | --------------- | ----------------- |
| S1         | Simone Origone | Philippe May    | Ross Anderson     |
| S1 Juniors | Bastien Montès | Philippe Gabail | Ivan Origone      |
| SDH        | Tero Hietala   | Antti Pipponen  | Alexandre Barblan |

### Femmes
| Épreuves    | Or             | Argent          | Bronze      |
| ----------- | -------------- | --------------- | ----------- |
| S1          | Tracie Sachs   | Kati Metsäpelto | Elena Banfo |
| S1 Juniors  | Heini Pipponen | Anaïs Bruzaud   |             |
| SDH Juniors | Charlotte Bar  | Pia Pipponen    |             |

## Résultats détaillés

### Hommes S1
| \| Rang \| Skieur \| Vitesse \| \| ------------------ \| ---------------- \| ----------- \| \| Médaille d'or \| Simone Origone \| 161,15 km/h \| \| Médaille d'argent \| Philippe May \| 161,07 km/h \| \| Médaille de bronze \| Ross Anderson \| 160,86 km/h \| \| 4 \| Merijn Vunderink \| 160,79 km/h \| \| 5 \| Roger Wickman \| 160,71 km/h \| \| 6 \| Nigel Brockton \| 160,64 km/h \| \| 7 \| Allan Grimm \| 160,43 km/h \| \| 8 \| Jonathan Moret \| 160,28 km/h \| \| 9 \| Marc Poncin \| 160,21 km/h \| \| 10 \| Michel Goumoens \| 159,93 km/h \| |                  |             |
| Rang | Skieur           | Vitesse     |
| Médaille d'or | Simone Origone   | 161,15 km/h |
| Médaille d'argent | Philippe May     | 161,07 km/h |
| Médaille de bronze | Ross Anderson    | 160,86 km/h |
| 4 | Merijn Vunderink | 160,79 km/h |
| 5 | Roger Wickman    | 160,71 km/h |
| 6 | Nigel Brockton   | 160,64 km/h |
| 7 | Allan Grimm      | 160,43 km/h |
| 8 | Jonathan Moret   | 160,28 km/h |
| 9 | Marc Poncin      | 160,21 km/h |
| 10 | Michel Goumoens  | 159,93 km/h |

### Femmes S1
| \| Rang \| Skieuse \| Vitesse \| \| ------------------ \| --------------- \| ----------- \| \| Médaille d'or \| Tracie Sachs \| 155,78 km/h \| \| Médaille d'argent \| Kati Metsäpelto \| 155,04 km/h \| \| Médaille de bronze \| Elena Banfo \| 153,52 km/h \| \| 4 \| Clarisse Jasmin \| 149,81 km/h \| \| 4 \| Virve Makela \| 149,81 km/h \| \| 6 \| Helena Alm \| 148,64 km/h \| |                 |             |
| Rang | Skieuse         | Vitesse     |
| Médaille d'or | Tracie Sachs    | 155,78 km/h |
| Médaille d'argent | Kati Metsäpelto | 155,04 km/h |
| Médaille de bronze | Elena Banfo     | 153,52 km/h |
| 4 | Clarisse Jasmin | 149,81 km/h |
| 4 | Virve Makela    | 149,81 km/h |
| 6 | Helena Alm      | 148,64 km/h |